# Tidiane Touré
Tidiane Touré (* 5. November 2004 in Tours) ist ein französisch-deutscher Fußballspieler auf der Position des Außenverteidigers. Im Laufe der Saison 2024/25 gab er sein Profidebüt für den FC Schalke 04.

## Vereinskarriere

### Anfänge
Touré wurde im französischen Tours geboren, zog als kleines Kind weiter nach Toulouse und wuchs ab dem Alter von acht Jahren in Hamburg auf, da sein Vater dort eine Anstellung gefunden hatte. In Hamburg spielte er zunächst bei einem Stadtteilverein, bevor er die Jugendteams des Niendorfer TSV durchlief. 2020 wechselte er in die U17 von Holstein Kiel. Bei den Kielern etablierte er sich schnell zum Stammspieler und konnte in der Liga in fünf Spielen ein Tor vorbereiten. Zur Saison 2021/22 wurde er in die U19 der Kieler hochgezogen und steuerte in elf Ligaspielen zwei Torvorlagen bei. Nach Ende der Saison schloss er sich der U19 des 1. FC Köln an. In 13 Spielen konnte er drei Tore vorbereiten, sodass sich die Mannschaft hinter der U19 von Borussia Dortmund für die Endrunde der Meisterschaft qualifizierte. Dort schied man allerdings im Halbfinale gegen den 1. FSV Mainz 05 aus. Allerdings konnte der DFB-Pokal der Junioren gewonnen werden. In der Saison 2023/24 gehörte er zum Kader der zweiten Mannschaft der Kölner und kam in 15 Spielen in der Fußball-Regionalliga West zum Einsatz.

### FC Schalke 04
Zur Saison 2024/25 wechselte Touré zur zweiten Mannschaft des FC Schalke 04 unter der Leitung von Jakob Fimpel. Dieser äußerte sich, dass man einen Spieler mit einer „unfassbaren Dynamik auf dem Flügel“ und einem „sehr großen Offensivdrang“ bekäme. Sein Debüt für seine neue Mannschaft gab er am 27. Juli 2024, dem ersten Spieltag, beim 0:2-Auswärtssieg gegen den SC Wiedenbrück. Sein erstes Tor erzielte er am 17. August 2024, dem vierten Spieltag, bei der 1:3-Auswärtsniederlage gegen den 1. FC Bocholt. Nachdem er ab September bis Anfang November 2024 seinen Kaderplatz verloren hatte, konnte er sich in der Folge als Stammspieler etablieren.
Anfang April 2025 trainierte er regelmäßig mit der Profimannschaft. Am 13. April 2025, dem 29. Spieltag der 2. Fußball-Bundesliga, gab er sein Profidebüt, als er bei der 0:2-Auswärtsniederlage gegen den damaligen Letzten SSV Jahn Regensburg in der 67. Minute für Mehmet Can Aydin eingewechselt wurde. Im April 2025 wurde bekannt gegeben, dass Touré einen Lizenzspielervertrag bis 2028 beim FC Schalke unterschrieben hat.

## Titel
- Deutscher A-Junioren-Pokalsieger: 2023 (1. FC Köln)